# Joodse begraafplaats (Monnickendam)
De Joodse begraafplaats van Monnickendam ligt aan het Zuideinde, net buiten de stadsomwalling. Dit is typisch voor een Joodse begraafplaats, omdat deze door de Joden zelf als onrein worden gezien. Daarom werd een Joodse begraafplaats altijd buiten de stad aangelegd.
De begraafplaats werd in 1677 toegewezen aan de toen nog weinige (waarschijnlijk Sefardisch-) Joodse inwoners van Monnickendam. Pas een ruime eeuw later zouden de Joden zich meer gaan organiseren. In de vroege negentiende eeuw kwam de eerste echte synagoge. Nog voor de Tweede Wereldoorlog nam het aantal Joodse inwoners van Monnickendam af, maar op belangrijke Joodse Feestdagen werden er nog diensten gehouden. Na de oorlog werd de gemeente bij Amsterdam gevoegd.
Op de begraafplaats staan nog 36 grafstenen, maar het aantal begravenen ligt vermoedelijk vele malen hoger. De teksten op de stenen zijn zwart gemaakt en zodoende goed leesbaar. De plaatselijke overheid beheert de begraafplaats.